# アグリッピナ・ワガノワ

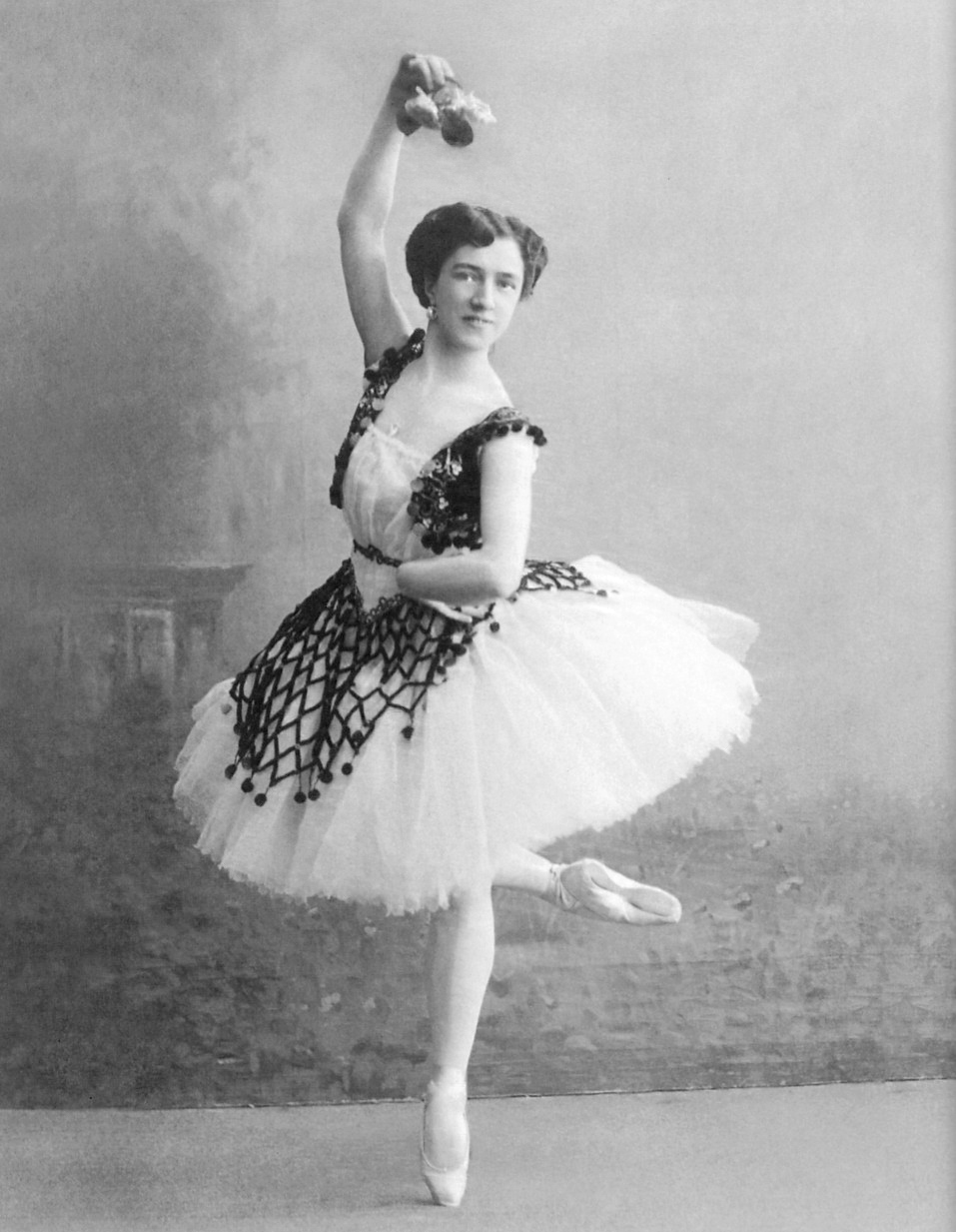
エスメラルダを踊るワガノワ （1910年頃）

アグリッピナ・ヤコヴレヴナ・ワガノワ （露: Агриппи́на Я́ковлевна Вага́нова、Agrippina Yakovlevna Vaganova、1879年7月6日-1951年11月5日）は、ロシアのバレリーナ、バレエ教師。ロシア・ソビエト連邦社会主義共和国人民芸術家。
ロシアの名門バレエ学校「ワガノワ・バレエ・アカデミー」は卒業生でもある彼女の名にちなむ。

## 人物
1879年にサンクトペテルブルクに生まれる。
帝室バレエ学校（現ワガノワ・バレエ・アカデミー）で学び、1897年卒業と同時にサンクトペテルブルクバレエ団（現マリインスキー・バレエ）にコール・ドとして入団。確かな技術、男性舞踊手並みの高さのある跳躍、安定した動きで、“ヴァリエーションの女王”の名をほしいままにしていた。しかし、当時圧倒的に注目を集めていたバレリーナ、アンナ・パヴロワやマチルダ・クシェシンスカヤらの活躍もあり、現役時代は舞台に恵まれなかった。そして引退直前に、バレリーナに昇格した。
1916年に引退。1921年から母校のバレエ学校で教える。ここで自分なりに理解したものを教授していき、次第に信憑性を深めていき、マリナ・セミョーノワをはじめ、ガリーナ・ウラノワ、イリーナ・コルパコワ、ナタリア・ドゥジンスカヤら、バレエ史に名を残すダンサーを次々と育て上げた。
1931年から1937年までキーロフ・バレエ（現マリインスキー・バレエ）の芸術監督に就任。
1951年、レニングラード（現サンクトペテルブルク）で死去。1957年からレニングラード・バレエ学校（旧称 帝室バレエ学校）は彼女の名を冠するようになった。

## ワガノワ・メソッド
1934年に「クラシックバレエの基礎」を出版し、世界中にバレエの教授法を広めた。
「イタリアで生まれ、フランスで育ち、ロシアで成熟した」と云われるバレエだが、ワガノワ・メソッドは三国の特色の折衷を取りながら、身体のあらゆる部分を意識的に使ってバランスを保ち、自然な流れでパ（ステップ）とパをつなぐことを基礎とした実践的な教授法だった。
数ある教え子のなかでも特にセミョーノワとウラノワはボリショイ・バレエ学校で、ドゥジンスカヤはワガノワ・アカデミーで、優れたバレエ教師として多くの著名ダンサーを送り出し、ワガノワ・メソッドの後継者となった。

## 著書
- 「ワガノワのバレエ・レッスン」（1996年11月、新書館） ISBN 4403310079